# Palazzo Lazzerini
Palazzo Lazzerini è un interessante esempio di architettura del XX secolo situato in via Dante 3 a Montevarchi.

## Storia
Commissionato da Antonio Lazzerini all'architetto Giuseppe Petrini, che negli stessi anni lavorava alla costruzione del palazzo Masini, l'edificio venne realizzato dalla locale impresa Failli e concluso entro l'estate del 1926, come testimonia la data del permesso di abitabilità, rilasciato il 4 settembre di quell'anno.
La pratica di accatastamento porta la data del 1º marzo 1933.
Per le decorazioni pittoriche del soffitto del vano scala il Lazzerini si avvalse di Alfredo Fini, impegnato anch'egli nell'opera del palazzo Masini.

## Ubicazione
Recentemente censito come esempio di gusto Art Nouveau nel panorama architettonico di Montevarchi, l'edificio si colloca in angolo fra la via Dante, di accesso al centro storico, e la via Trieste, strada di circonvallazione del nucleo più antico del capoluogo; è limitrofo alla piazza Vittorio Veneto, punto nodale del traffico cittadino, di cui l'edificio costituisce un elemento caratterizzante grazie anche alla torretta circolare che svetta dall'angolo arrotondato del palazzo segnalandone la posizione eminente.
Affiancato da un'edilizia minuta ad uso di abitazione e negozi, l'edificio si dispone lungo le vie Dante e Trieste con due corpi da fabbrica elevati su due piani fuori terra oltre il seminterrato e raccordati da un singolare angolo-facciata arrotondato, enfatizzato dalla presenza di una torretta -belvedere superiore di forma circolare.

## L'esterno
La semplice impaginazione delle facciate laterali, intonacate e scandite dalla successione di due file di aperture rettangolari, è arricchita dalle composite incorniciature delle finestre e dei portali, dalla zoccolatura in travertino modellata in corrispondenza delle luci del seminterrato, a loro volta chiuse da grate in ferro battuto di ricercata lavorazione, dalla notevole sporgenza della gronda ed in particolare dalla sagomata cornice, di linguaggio tipicamente novecentista, che corre a metà altezza delle aperture a pian terreno, piegandosi poi a quartabono per delimitare l'estremità delle facciate stesse.
Coagulo delle componenti decorative appare tuttavia lo spigolo arrotondato di raccordo: il pian terreno è rafforzato da fasce orizzontali di finto bugnato che continuano al primo piano in forma di spesse paraste laterali, da cui si generano le due coppie di mensole concave che sorreggono l'aggetto del sovrastante balcone, recinto da una balaustrata a colonnine.
La stretta successione del portale al piano terreno, affiancato da due portalampada in ferro modellato a motivi geometrici e floreali, della portafinestra al primo piano, con terrazzo chiuso da una corposa balaustra a colonnine e ghirlande e sorretto da plastiche mensole a volute con inserti laterali ad ala di pipistrello, della torretta superiore - infine - imprimono una netta verticalità allo stretto settore d'angolo che viene ad assumere il ruolo di facciata principale dell'edificio - in realtà privo di una vera e propria facciata  - oltre a qualificarsi come nodo scenografico per la piazza antistante.
Di sapore dichiaratamente Art Nouveau, la torretta circolare è spartita da quattro setti murari affiancati da colonnine composite sui quali sono applicate le mensole di sostegno del disco di copertura, anch'esso in forte aggetto, preceduto da una fascia di muratura piena su cui è ipotizzabile la presenza originaria di decorazioni pittoriche, e coronato infine da una balaustra circolare con bassi parapetti in corrispondenza dei sottostanti setti murari.
L'ingresso al n° 3 di via Dante è chiuso dal portoncino in legno originale con finestra superiore schermata da una grata in ferro battuto.

## L'interno
All'interno, l'atrio, preceduto da una breve scalinata in marmo, appare inquadrato da colonne e pavimentato da un colorato mosaico con fasce perimetrali monocrome bianche e nere.
Una vetrata immette nel corpo scala, in pietra a tre rampe, illuminato da due finestroni rettangolari aperti sui pianerottoli, dalle applique in ferro battuto sulle pareti e da una elegante lumiera in ferro sospesa al centro del soffitto, quest'ultimo arricchito dalle decorazioni pittoriche a cerchi concentrici con volute e motivi geometrici, opera di Alfredo Fini.
Accentua l'atmosfera art-nouveau del vano scala la ringhiera in ghisa con corrimano in legno, le cui colonnine stampate accompagnano le alzate degli scalini.
Gli appartamenti sulla via Dante sono distribuiti da un corridoio centrale ai lati del quale si aprono le stanze; nell'appartamento del primo piano il corridoio è in graniglia, con fascia perimetrale decorata con
motivi floreali.